# 安东尼奥·梅洛

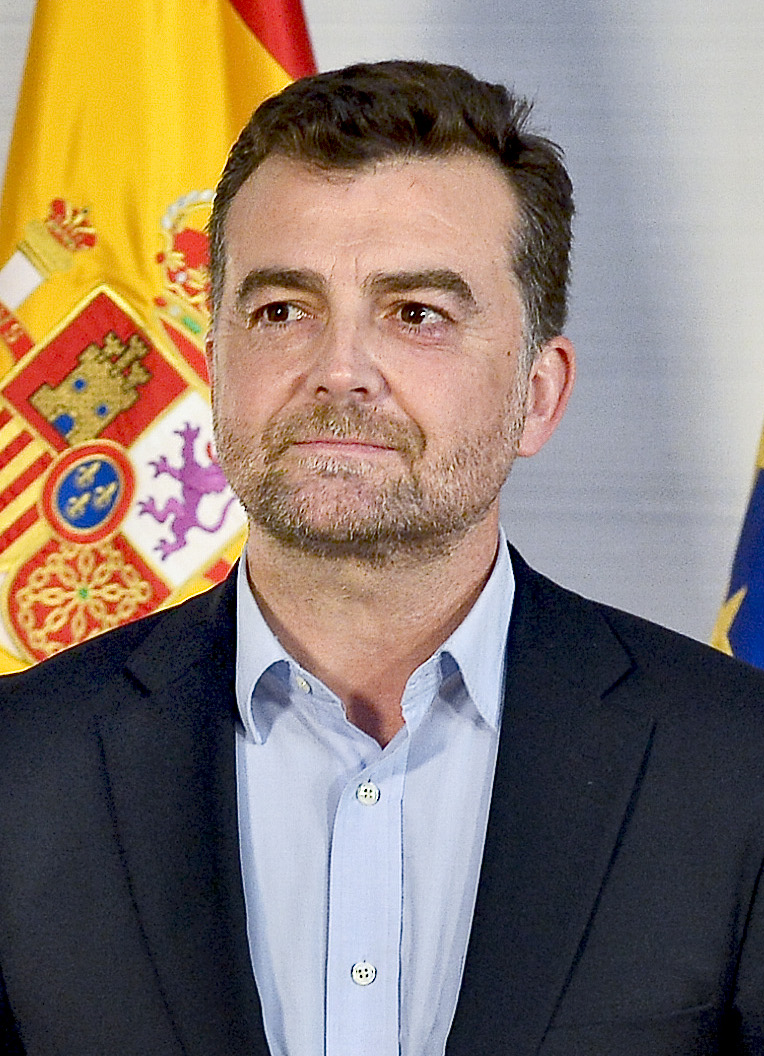
2015年的安东尼奥·梅洛

安东尼奥·马伊略·卡尼亚达斯（西班牙語：Antonio Maíllo Cañadas；1966年11月2日—）是一位西班牙政治家，隶属于西班牙共产党。2013年—2019年，他担任联合左翼绿党—为了安达卢西亚大会总协调员，并在2015年—2019年担任安达卢西亚议会议员，作为联合左翼绿党—为了安达卢西亚大会和前进安达卢西亚议会党团的发言人。2024年5月14日起，担任联合左翼联邦协调员。